# Вулканична бомба
Вулканичната бомба е голям, полувтвърден къс лава, изхвърлен при експлозивно изригване от гърлото на вулкан. От кратера се изхвърля голямо количество магмени продукти във вид на лава, лапили и вулканични пепел, пясък и бомби. Всички те се различават един от друг само по размера на частиците. За вулканични бомби се приемат всички късове с размери над 5 см. Частиците, по-малки от средно 5 см се наричат лапили. Късчета с размери от 1 до 5 мм съставят вулканичния пясък, а още по-малките, под 1 мм – вулканичната пепел. Късовете, които вече са твърди при изхвърляне, се наричат вулканични блокове. Те обикновено са по-ъгловати, защото, за разлика от бомбите, не са оформени по време на полета им във въздуха и съответно не са придобили някаква аеродинамична форма.
Вулканичните бомби и лапилите обикновено се натрупват около гърлото и склоновете на вулкана и постепенно образуват пирокластични породи. Вулканичната пепел, заедно с пясъка и най-дребните лапили, се разнася от ветровете на голямо разстояние, след което се отлага на сушата или на дъното на морските басейни.
Вулканичните бомби са тежки и често летят с висока скорост, което ги прави много опасни за хората около активните отвори. Те обаче не излитат много далеч. При най-силните изригвания от вулкански тип скоростта на изхвърлянето им е 200 – 400 м/с, което ги изпраща почти на 5 км от кратера. Познати са случаи на загинали от вулканични бомби хора. Най-известна е гибелта на Плиний Стари при изригването на Везувий през 79 г.

## Размери
За минималния размер на вулканичните бомби няма консенсус. Някои автори приемат за долна граница на диаметъра на бомбите 32 мм, други – 50 мм, трети – 64 мм. Размерите на вулканичните бомби зависят от състава и вискозитета на лавата, от температурата, скоростта и продължителността на полета, времето на втвърдяване и много други фактори. Те са много различни и варират от средно 5 см до няколко метра. Но са намирани и огромни късове. Например при изригването на японския вулкан Асама през 1935 г. са открити и бомби с размери до 18 м и маса 200 т. Изхвърлени са на височина 600 м, а далечината на полета им е няколко километра.

## Състав и структура
Съставът на вулканичните бомби е идентичен с този на лавата – базалтов, андезитов, дацитов, риолитов и други. Обикновено са шлакови, понякога – частично кристални, покрити с гладка, бързо втвърдена, често жълта или червено-кафява кора от шлака.
Вулканичните бомби се произвеждат най-вече при ерупция от стромболиански и вулкански тип. Тези видове изригвания обикновено изхвърлят базалтова лава и респективно вулканичните бомби притежават базалтов или подобен мафичен състав (с високо съдържание на магнезий и желязо).
Вътрешността им е пореста, по-рядко гладка. Заради бързото охлаждане във въздуха външната им повърхност става плътна или стъкловидна, понякога покрита с пукнатини. Структурата им е порьозна (шуплеста) като при пемзата, или порфирна. Порфирна е когато в общата стъкловидна маса или такава, съставена от много ситни кристали, се открояват по-едри. Понякога се срещат парчета от скали, образувани преди изригването, с напластена върху тях прясна лава.

## Форма
При изригване обикновено вулканичните бомби се изхвърлят в течно или полутечно състояние и се втвърдяват още във въздуха. Формата, която придобиват, е различна – някои са съвсем неправилни, други – сферични, капковидни, вретенообразни, спираловидни, цилиндрични, плоски, лентовидни и т.н. Това зависи от химичния състав на лавата и съответно на магмата, захранваща вулкана.
Киселите лави най-често образуват бомби с неправилни очертания, а основните – закръглени или усукани. Ако отломките са полутечни при достигане на земята, те стават разлати и плоски. Ако са изхвърлени на голяма височина, по време на летежа успяват да се втвърдят достатъчно, за да запазят придобитата форма при удара в земята.
Когато бомбите са изхвърлени с голяма сила, те продължават да подскачат надолу по склона и при всяко тупване част от ръбовете им се отчупва. Това води до закръгляне на бомбата и в основата на вулкана се натрупват гладки буци, които са известни като вулканични бомби–гюлета.

## Видове
Според външния вид, формиран в зависимост от вида на лавата и силата на изригването се различават няколко вида вулканични бомби.
- Хлебна кора – външната повърхност е набраздена от пукнатини. Получават се когато външната обвивка на бомбата се охлажда, но горещите газове във вътрешността все още се разширяват и разчупват външния слой.[6]
- Сърцевинна (ядрена) – парченце лава, което е охладено около някаква здрава сърцевина от твърда скала, например базалт. Ядрото се състои от фрагменти от по-ранно изригване и в редки случаи от лава, образувани по-рано по време на същото изригване. При разрез се вижда по-твърдото вътрешно ядро, заобиколено от порьозна пемза.[6]
- Плоска – образува се когато все още течна лава пада от умерена височина и няма време да се втвърди напълно. При удара в земята се сплесква и образува сравнително плосък закръглен диск с неравномерна, грапава повърхност.[6]
- Експлозивна – има отвор на едната си страна, където вулканичният газ вътре в бомбата се е взривил.[6]
- Вретеновидна (бадемовидна, ротационна) – получава вретеновидната си, аеродинамична форма, тъй като по време на летежа се върти. От съприкосновението ѝ с терена долната част на бомбата се получава малко по-гладка и по-широка от горната.[6]
- Лентовидна (панделковидна) – образува се от високо до умерено течна лава, която е изхвърлена във вид на неправилни струи или малки сфери. По време на полета те се разпадат на малки сегменти, които при падане на земята изглеждат като усукани панделки. Напречното им сечение е кръгло или сплескано и са навити по дължината си. По повърхността, както и във вътрешността са изпъстрени с много малки мехурчета.[6]
- Сферична – също се получава при изхвърлянето на високо до умерено течна лава, но при нея повърхностното напрежение е по-високо и успява да запази сферичната форма на бомбата.[6]
- Шлакова – изглежда като шлака и от топенето получава стъкловидна или порьозна външност.[6]
- Капковидна – изглежда като застинала дъждовна капка. Излита от вулкана в течно състояние и при полета се втвърдява, приемайки аеродинамична форма.[6]